# Championnat de Biélorussie de football 2023
Navigation
Édition précédente Édition suivante
La saison 2023 de Vycheïchaïa Liha est la trente-troisième édition de la première division biélorusse. Elle prend place entre mars et novembre 2023.
Les quinze meilleures équipes du pays sont réunies en une poule unique où elles s'affrontent à deux reprises, à domicile et à l'extérieur, pour un total de 210 matchs, soit vingt-huit chacune.
En fin de saison, le premier au classement est sacré champion de Biélorussie et se qualifie pour le premier tour de qualification de la Ligue des champions 2024-2025. Les deuxième et troisième du championnat ainsi que le vainqueur de la Coupe de Biélorussie 2023-2024 sont qualifiés pour le premier tour de qualification de la Ligue Conférence 2024-2025. Si le vainqueur de la Coupe est déjà qualifié pour une compétition européenne d'une autre manière, une place est réattribuée au quatrième du championnat. Dans le même temps, les deux derniers au classement sont directement relégués en deuxième division tandis que le quatorzième prend part à un barrage de relégation face au troisième de l'échelon inférieur afin de déterminer le dernier participant de la saison 2024.

## Participants
Un total de quinze équipes participent au championnat, treize d'entre elles étant déjà présentes la saison précédente.
Parmi ces clubs, quatre d'entre eux n'ont jamais quitté le championnat depuis sa fondation en 1992 : le Chakhtior Salihorsk, le Dinamo Brest, le Dinamo Minsk et le Nioman Hrodna. En dehors de ceux-là, le BATE Borisov évolue continuellement dans l'élite depuis 1998 tandis que le Torpedo Jodzina (2002) et le FK Minsk (2009) sont présents depuis les années 2000. La ville de Minsk abrite à elle seule quatre des seize équipes participantes.
Légende des couleurs
- Premier tour de qualification de la Ligue des champions 2023-2024
- Deuxième tour de qualification de la Ligue Europa Conférence 2023-2024
- Premier tour de qualification de la Ligue Europa Conférence 2023-2024
- Promu de Perchaïa Liha 2022

| Club                  | Classement 2022 | Stade           | Capacité théorique |
| --------------------- | --------------- | --------------- | ------------------ |
| Chakhtior Salihorsk   | 1er             | Stade Stroïtel  | 4 200              |
| Energetik-BDU Minsk   | 2e              | Stade RCAR-BDU  | 1 500              |
| FK BATE Borisov       | 3e              | Borisov Arena   | 13 126             |
| FK Dinamo Minsk       | 4e              | Stade Dinamo    | 17 586             |
| FK Isloch Minsk Raion | 5e              | Stade FK Minsk  | 3 100              |
| FK Minsk              | 6e              | Stade FK Minsk  | 3 100              |
| FK Homiel             | 7e              | Stade central   | 14 307             |
| Torpedo Jodzina       | 8e              | Stade Torpedo   | 6 524              |
| FK Nioman Hrodna      | 9e              | Stade Nioman    | 9 000              |
| FK Slavia Mazyr       | 10e             | Stade Iounost   | 5 300              |
| FK Sloutsk            | 11e             | Stade municipal | 2 150              |
| FK Belchina Babrouïsk | 12e             | Stade Spartak   | 3 700              |
| FK Dinamo Brest       | 13e             | OSK Brestski    | 10 169             |
| Naftan Novopolotsk    | 1er (D2)        | Atlant Stadium  | 5 300              |
| FK Smarhon            | 2e (D2)         | Yunost Stadium  | 3 200              |

## Sanctions à la suite du scandale de matchs truqués de 2022
Le 11 mai 2023, la Fédération biélorusse de football annonce plusieurs sanctions à la suite d'informations reçues par la justice biélorusse concernant des matchs truqués lors de la saison 2022. Les répercussions pour la saison 2023 sont les suivantes :
- le Chakhtior Salihorsk est sanctionné d'une pénalité de 30 points
- l'Energetik-BDU Minsk est sanctionné d'une pénalité de 20 points
- le Belchina Babrouïsk est sanctionné d'une pénalité de 10 points.

Le 22 mai 2023, de nouvelles sanctions sont ajoutées aux pénalités précédentes pour violations de règles financières :
- le Chakhtior Salihorsk est sanctionné d'une pénalité de 5 points
- l'Energetik-BDU Minsk est sanctionné d'une pénalité de 3 points
- le Belchina Babrouïsk est sanctionné d'une pénalité de 1 point.

## Compétition

### Réglement
Le classement est établi sur le barème de points classique, une victoire valant trois points, tandis qu'un match nul n'en rapporte qu'un seul et une défaite aucun.
Pour départager les égalités de points, les critères suivants sont appliqués dans l'ordre :
1. Résultats en confrontations directes (points, différence de buts, buts marqués) ;
2. Différence de buts générale ;
3. Nombre de matchs gagnés ;
4. Nombre de buts marqués.

### Classement
| Rang | Équipe                | Pts  | J  | G  | N  | P  | Bp | Bc | Diff |
| ---- | --------------------- | ---- | -- | -- | -- | -- | -- | -- | ---- |
| 1    | FK Dinamo Minsk       | 69   | 28 | 22 | 3  | 3  | 72 | 21 | +51  |
| 2    | FK Nioman Hrodna      | 62   | 28 | 19 | 5  | 4  | 60 | 22 | +38  |
| 3    | Torpedo Jodzina       | 49   | 28 | 12 | 13 | 3  | 33 | 18 | +15  |
| 4    | FK Isloch Minsk Raion | 47   | 28 | 14 | 5  | 9  | 40 | 29 | +11  |
| 5    | FK BATE Borisov       | 47   | 28 | 14 | 5  | 9  | 49 | 32 | +17  |
| 6    | FK Homiel             | 41   | 28 | 11 | 8  | 9  | 45 | 48 | -3   |
| 7    | FK Slavia Mazyr       | 40   | 28 | 11 | 7  | 10 | 32 | 30 | +2   |
| 8    | FK Sloutsk            | 35   | 28 | 9  | 8  | 11 | 38 | 40 | -2   |
| 9    | FK Minsk              | 33   | 28 | 8  | 9  | 11 | 21 | 26 | -5   |
| 10   | FK Dinamo Brest       | 30   | 28 | 9  | 3  | 16 | 33 | 50 | -17  |
| 11   | FK Smarhon P          | 24   | 28 | 7  | 3  | 18 | 28 | 59 | -31  |
| 12   | Naftan Novopolotsk P  | 23   | 28 | 6  | 5  | 17 | 28 | 57 | -29  |
| 13   | Chakhtior Salihorsk S | 9-35 | 28 | 13 | 5  | 10 | 50 | 40 | +10  |
| 14   | Energetik-BDU Minsk   | 4-23 | 28 | 7  | 6  | 15 | 25 | 42 | -17  |
| 15   | FK Belchina Babrouïsk | 3-11 | 28 | 3  | 5  | 20 | 21 | 61 | -40  |

Qualifications européennes
Ligue des champions 2024-2025
- 1er : premier tour de qualification

Ligue Conférence 2024-2025
- C : deuxième tour de qualification
- 2e et 3e : premier tour de qualification

Relégation
- 14e : barrage de relégation
- 15e : relégation en deuxième division

Abréviations
- T : Tenant du titre
- C : Vainqueur de la Coupe de Biélorussie 2023-2024
- S : Vainqueur de la Supercoupe de Biélorussie 2023
- P : Promu de la deuxième division 2022

### Matchs
| Résultats (▼dom., ►ext.)                                   | BAT | BSH | DBR | DMI | ENE | HOM | ISL | MIN | NAF | NIO | SHA | SLA | SLU | SMR | TZH |
| BATE Borisov                                               |     | 2-1 | 4-0 | 1-3 | 1-1 | 1-2 | 1-2 | 1-2 | 1-2 | 3-2 | 2-0 | 1-1 | 4-3 | 2-0 | 1-2 |
| Belshina Bobruisk                                          | 0-3 |     | 1-0 | 0-4 | 0-1 | 0-2 | 0-2 | 1-2 | 0-3 | 0-2 | 1-4 | 1-1 | 1-1 | 2-0 | 0-0 |
| Dinamo Brest                                               | 1-2 | 3-2 |     | 1-3 | 0-2 | 3-3 | 0-1 | 1-0 | 2-2 | 1-3 | 3-3 | 0-1 | 2-1 | 2-1 | 0-1 |
| Dinamo Minsk                                               | 0-1 | 7-2 | 4-1 |     | 2-0 | 2-1 | 3-0 | 1-0 | 3-1 | 2-1 | 1-0 | 2-2 | 3-1 | 7-0 | 1-0 |
| Energetik-BGU Minsk                                        | 1-0 | 0-0 | 1-0 | 1-4 |     | 1-2 | 0-1 | 1-0 | 0-1 | 1-3 | 1-4 | 3-1 | 1-0 | 2-4 | 1-2 |
| FK Homiel                                                  | 0-2 | 2-0 | 1-4 | 0-4 | 1-0 |     | 0-2 | 2-0 | 3-2 | 3-3 | 3-2 | 3-2 | 4-5 | 2-0 | 0-3 |
| Isloch Minsk Raion                                         | 1-1 | 2-0 | 3-0 | 2-3 | 3-2 | 3-1 |     | 0-0 | 5-1 | 0-3 | 2-1 | 0-1 | 0-0 | 1-0 | 1-2 |
| FK Minsk                                                   | 2-2 | 2-1 | 0-1 | 1-1 | 1-1 | 2-2 | 2-1 |     | 1-0 | 0-1 | 0-0 | 2-0 | 0-1 | 2-1 | 1-0 |
| Naftan Novopolotsk                                         | 0-7 | 0-1 | 0-3 | 0-3 | 4-0 | 1-1 | 0-1 | 0-0 |     | 0-3 | 1-1 | 2-2 | 2-1 | 2-2 | 0-1 |
| FK Nioman Hrodna                                           | 0-1 | 3-1 | 3-1 | 1-0 | 2-0 | 2-2 | 0-0 | 3-0 | 6-1 |     | 0-1 | 1-0 | 2-0 | 3-1 | 0-0 |
| Shakhtyor Soligorsk                                        | 3-0 | 7-3 | 2-0 | 0-4 | 3-2 | 1-1 | 3-0 | 1-0 | 2-1 | 2-5 |     | 0-1 | 1-0 | 2-0 | 0-1 |
| Slavia Mozyr                                               | 0-2 | 4-1 | 0-1 | 0-2 | 0-0 | 0-0 | 2-1 | 1-0 | 1-0 | 0-2 | 3-1 |     | 1-0 | 4-1 | 0-1 |
| FK Sloutsk                                                 | 1-0 | 2-1 | 2-0 | 1-2 | 1-1 | 3-1 | 1-1 | 1-1 | 3-1 | 0-2 | 3-2 | 1-0 |     | 3-3 | 0-0 |
| FK Smorgon                                                 | 1-2 | 1-0 | 3-1 | 3-1 | 1-0 | 0-3 | 0-4 | 0-0 | 1-0 | 1-3 | 1-3 | 0-2 | 3-2 |     | 1-1 |
| Torpedo Jodzina                                            | 1-1 | 1-1 | 1-2 | 0-0 | 1-1 | 0-0 | 2-1 | 1-0 | 5-0 | 1-1 | 1-1 | 2-2 | 0-1 | 2-1 |     |
| - Victoire à domicile - Match nul - Victoire à l'extérieur |     |     |     |     |     |     |     |     |     |     |     |     |     |     |     |

### Barrage de relégation
Un barrage de relégation est disputé en fin de saison entre l'avant-dernier de première division et le troisième de deuxième division afin de déterminer le dernier participant de l'édition 2024 de la première division. Les deux équipes s'affrontent dans le cadre d'une confrontation en deux manches, les 6 et 9 décembre.
| Équipe                   | Aller | Total | Retour | Équipe          |
| ------------------------ | ----- | ----- | ------ | --------------- |
| Energetik-BDU Minsk (D1) | 0 - 0 | 0 - 1 | 0 - 1  | FK Vitebsk (D2) |

Légende des couleurs
- Le club se maintient en première division.
- Promotion en première division.
- Le club reste en deuxième division.
- Relégation en deuxième division.